# Carlo Bescapè
Carlo Bescapè (né à Melegnano le 25 octobre 1550 et mort à Novare le 6 octobre 1615), était un évêque catholique italien. Il fut le secrétaire et ami de saint Charles Borromée, le supérieur général de l'Ordre des Barnabites puis l'évêque de Novare de 1593 à sa mort. Acteur de la Contre-Réforme, il institua dans ce but la congrégation des Oblats des Saints Gaudence et Charles. Carlo Bescapè est aussi connu pour avoir donné une importante impulsion aux Sacri Monti du Piémont et de Lombardie.
Il est reconnu vénérable par l'Église catholique.

## Biographie
Carlo Bescapè naquit en 1550 à Melegnano, d'une famille patricienne. Après avoir achevé ses études à Pavie, il se fit agréger au collège noble des jurisconsultes de Milan ; mais, fatigué bientôt des cabales et des tracasseries de ses confrères, il abandonna le barreau ; et, ayant embrassé l'état ecclésiastique en 1576, il prit, deux ans après, l'habit des Clercs réguliers de Saint-Paul. Ce fut alors qu il changea le nom de Francesco qu'il avait reçu au baptême, et prit celui de Carlo. Honoré de la confiance de Charles Borromée, il fut envoyé par ce prélat, en 1580, à Madrid, pour y régler avec la cour d'Espagne différentes affaires qui intéressaient l'église de Milan. Ayant rempli l'objet de sa mission, Bascapé revint en Italie, et fut élu supérieur général de sa congrégation, dignité dans laquelle il fut confirmé deux fois. En 1592, étant allé visiter le collège des Barnabites, à Rome, le pape Clément VIII, charmé de ses talents et de sa piété lui conféra l'évêché de Novare. Il prit possession de son siège dès les premiers mois de l'anée suivante ; et, marchant sur les traces de saint Charles, signala dans toutes les circonstances son zèle et sa charité. ll fonda aussi à Novare un collège dont il confia la direction aux clercs réguliers. Ce digne prélat mourut dans sa ville épiscopale, le 6 octobre 1615, à 65 ans. 

## Œuvres
Il était très-versé dans le droit canonique et dans l'histoire ecclésiastique, comme on peut en juger par ses nombreux ouvrages. Il en a publié dix-neuf et laissé manuscrits quarante-deux. On en trouve les titres dans la Bibliotheca scriptor. Mediol. de Filippo Argelati, I, 124, et II, 1047, et dans les Scrittori italiani de Giammaria Mazzuchelli, II, 512. Les principaux sont :
- De metropoli mediolanensi, Milan, 1575, 1596, 1598, in-8°, et 1628, in-fol. Cette dernière édition, qui renferme un traité d'un autre auteur intitulé Successores sancti Barnabæ, est indiquée dans la Méthode d'étudier l'histoire de Nicolas Lenglet Du Fresnoy, sous ce titre : Brevis historia provinciæ Mediolanensis ab initio ad Christum natum, et undecim primorum archiepiscopor. Mediolanens. Vitæ.
- Fragmenta historiae Mediolanensis, Milan, apud her. Melchioris Malatestae impressores reg. duc. & civitatis, 1628 (OCLC 878912826, lire en ligne). Cet ouvrage curieux est plein de recherches, mais c'est par erreur que l'Argelati dit qu'il a été inséré par Grævius dans le t. 2 du Thesaurus antiquitat. Italiæ.
- De regulari disciplina Monumenta Patrum, Milan, 1588.
- De Vita et Rebus gestis Caroli card. archiep. Mediol., Ingolstadt, 1592, in-4° ; Brescia, 1602, in-4°. Cette histoire est très appréciée. Selon Gerdil c'est une « histoire que les connaisseurs ne craignent pas de comparer à tout ce qu'il y a de plus parfait en ce genre, même dans l'antiquité ». (Vie du B. Alex. Sauli, liv. I, chap. XI). Bascapé traduisit lui-même cette vie de St. Charles, en italien, et la publia sous le nom de Luca Vandoni, Bologne, 1612, in-8°.
- Novaria seu de Ecclesia Novariensi libri duo, Novare, apud Hieronymum Sesallum, 1612 (lire en ligne)

Les manuscrits de Bescapè sont conservés au collége St-Marc, à Novare.